# Cykling under sommer-OL 2016 – BMX (herrer)
Herrernes BMX konkurrence under sommer-OL 2016 fandt sted 17. august – 19. august 2016 og blev afviklet i Olympic BMX Centre i Deodoro Olympic Park.

## Format
Den BMX disciplin, som var på det olympiske program, var BMX Supercross, hvor rytterne konkurrerede om at komme først i mål nedad en ca. 350 meter skrånende bane. Konkurrencen havde 32 ryttere, der alle kørte gennem en seedningsomgang på tid for at bestemme pladserne i kvartfinalerne. I kvartfinalerne og semifinalerne blev der kørt tre gennemløb og rytterne blev tildelt points efter deres placering i hvert gennemløb. Efter de tre gennemløb gik de fire ryttere med færrest points videre. I finalen var der kun et enkelt gennemløb, der afgjorde medaljefordelingen. Efter seedningsomgangen, der blev afholdt den 17. august, var der otte ryttere i alle efterfølgende gennemløb. Kvartfinalerne blev gennemført 18. august mens semifinaler og finalen blev afholdt 19. august.

## Resultater

### Seedningsomgang
| Placering | Rytter             | Nation         | Tid    | Tid    |
| --------- | ------------------ | -------------- | ------ | ------ |
| 1         | Joris Daudet       | Frankrig       | 34.617 | —      |
| 2         | David Graf         | Schweiz        | 34.678 | +0.061 |
| 3         | Sam Willoughby     | Australien     | 34.714 | +0.097 |
| 4         | Connor Fields      | USA            | 34.768 | +0.151 |
| 5         | Corben Sharrah     | USA            | 34.893 | +0.276 |
| 6         | Twan van Gendt     | Holland        | 34.933 | +0.316 |
| 7         | Māris Štrombergs   | Letland        | 34.953 | +0.336 |
| 8         | Niek Kimmann       | Holland        | 35.070 | +0.453 |
| 9         | Nicholas Long      | USA            | 35.088 | +0.471 |
| 10        | Liam Phillips      | Storbritannien | 35.095 | +0.478 |
| 11        | Amidou Mir         | Frankrig       | 35.248 | +0.631 |
| 12        | Yoshitaku Nagasako | Japan          | 35.286 | +0.669 |
| 13        | Bodi Turner        | Australien     | 35.333 | +0.716 |
| 14        | Carlos Oquendo     | Colombia       | 35.341 | +0.724 |
| 15        | Luis Brethauer     | Tyskland       | 35.379 | +0.762 |
| 16        | Renato Rezende     | Brasilien      | 35.404 | +0.787 |
| 17        | Jelle van Gorkom   | Holland        | 35.413 | +0.796 |
| 18        | Tory Nyhaug        | Canada         | 35.422 | +0.805 |
| 19        | Carlos Ramírez     | Colombia       | 35.423 | +0.806 |
| 20        | Anthony Dean       | Australien     | 35.445 | +0.828 |
| 21        | Kyle Evans         | Storbritannien | 35.776 | +1.159 |
| 22        | Jérémy Rencurel    | Frankrig       | 35.884 | +1.267 |
| 23        | Jefferson Milano   | Venezuela      | 35.945 | +1.328 |
| 24        | Niklas Laustsen    | Danmark        | 36.199 | +1.582 |
| 25        | Trent Jones        | New Zealand    | 36.331 | +1.714 |
| 26        | Kyle Dodd          | Sydafrika      | 36.545 | +1.837 |
| 27        | Alfredo Campo      | Ecuador        | 36.463 | +1.846 |
| 28        | Tore Navrestad     | Norge          | 36.484 | +1.867 |
| 29        | Gonzalo Molina     | Argentina      | 36.860 | +2.243 |
| 30        | Jevgenij Komarov   | Rusland        | 36.958 | +2.341 |
| 31        | Toni Syarifudin    | Indonesien     | 40.975 | +6.358 |
| 32        | Edžus Treimanis    | Letland        | DNF    | DNF    |

### Kvartfinaler

#### Heat 1
| Placering | Rytter                 | Løb 1      | Løb 2        | Løb 3        | Total | Note |
| --------- | ---------------------- | ---------- | ------------ | ------------ | ----- | ---- |
| 1         | Jelle van Gorkom (NED) | 35.101 (1) | 35.872 (1)   | 36.680 (4)   | 6     | Q    |
| 2         | Trent Jones (NZL)      | 35.455 (3) | 35.561 (2)   | 36.173 (2)   | 7     | Q    |
| 3         | Nicholas Long (USA)    | 35.730 (5) | 40.046 (4)   | 35.331 (1)   | 10    | Q    |
| 4         | Niek Kimmann (NED)     | 35.725 (4) | 1:47.485 (7) | 36.431 (3)   | 14    | Q    |
| 5         | Edžus Treimanis (LAT)  | 36.022 (7) | 37.619 (3)   | 37.379 (5)   | 15    |      |
| 6         | Joris Daudet (FRA)     | 35.434 (2) | DNF (8)      | DNF (8)      | 18    |      |
| 7         | Niklas Laustsen (DEN)  | 36.965 (8) | 44.351 (5)   | 41.942 (6)   | 19    |      |
| 8         | Renato Rezende (BRA)   | 35.970 (6) | 1:19.255 (6) | 1:44.597 (7) | 19    |      |

#### Heat 2
| Placering | Rytter                 | Løb 1        | Løb 2        | Løb 3      | Total | Note |
| --------- | ---------------------- | ------------ | ------------ | ---------- | ----- | ---- |
| 1         | Tory Nyhaug (CAN)      | 35.958 (1)   | 35.035 (1)   | 38.754 (2) | 4     | Q    |
| 2         | Luis Brethauer (GER)   | 37.386 (2)   | 36.234 (2)   | 39.384 (3) | 7     | Q    |
| 3         | Jefferson Milano (VEN) | 41.709 (3)   | 36.296 (3)   | 40.894 (6) | 12    | Q    |
| 4         | David Graf (SUI)       | 2:54.204 (7) | 1:14.051 (6) | 38.390 (1) | 14    | Q    |
| 5         | Māris Štrombergs (LAT) | 1:36.876 (6) | 44.376 (4)   | 39.554 (4) | 14    |      |
| 6         | Kyle Dodd (RSA)        | 42.683 (4)   | 50.545 (5)   | 39.959 (5) | 14    |      |
| 7         | Toni Syarifudin (INA)  | 45.325 (5)   | 1:21.149 (7) | DNS (10)   | 22    |      |
| 8         | Liam Phillips (GBR)    | DNF (8)      | DNS (10)     | DNS (10)   | 28    |      |

#### Heat 3
| Placering | Rytter                 | Løb 1        | Løb 2      | Løb 3        | Total | Note |
| --------- | ---------------------- | ------------ | ---------- | ------------ | ----- | ---- |
| 1         | Sam Willoughby (AUS)   | 35.877 (1)   | 35.130 (1) | 35.152 (1)   | 3     | Q    |
| 2         | Carlos Oquendo (COL)   | 37.728 (3)   | 35.607 (3) | 35.699 (3)   | 9     | Q    |
| 3         | Twan van Gendt (NED)   | 1:46.311 (6) | 35.293 (2) | 35.217 (2)   | 10    | Q    |
| 4         | Carlos Ramirez (COL)   | 37.054 (2)   | 36.181 (5) | 36.020 (4)   | 11    | Q    |
| 5         | Jérémy Rencurel (FRA)  | 40.894 (4)   | 35.927 (4) | 1:30.329 (6) | 14    |      |
| 6         | Jevgenij Komarov (RUS) | 41.584 (5)   | 40.430 (6) | 39.770 (5)   | 16    |      |
| 7         | Amidou Mir (FRA)       | DNF (8)      | DNS (10)   | DNS (10)     | 28    |      |
| 8         | Alfredo Campo (ECU)    | DNF (8)      | DNS (10)   | DNS (10)     | 28    |      |

#### Heat 4
| Placering | Rytter                   | Løb 1      | Løb 2      | Løb 3      | Total | Note |
| --------- | ------------------------ | ---------- | ---------- | ---------- | ----- | ---- |
| 1         | Anthony Dean (AUS)       | 35.934 (2) | 34.994 (1) | 35.193 (1) | 4     | Q    |
| 2         | Connor Fields (USA)      | 35.191 (1) | 35.761 (4) | 35.601 (3) | 8     | Q    |
| 3         | Corben Sharrah (USA)     | 36.213 (4) | 35.558 (3) | 35.447 (2) | 9     | Q    |
| 4         | Gonzalo Molina (ARG)     | 36.078 (3) | 35.412 (2) | 36.122 (5) | 10    | Q    |
| 5         | Bodi Turner (AUS)        | 39.094 (6) | 42.436 (8) | 35.721 (4) | 18    |      |
| 6         | Tore Navrestad (NOR)     | 42.105 (8) | 35.904 (5) | 36.715 (6) | 19    |      |
| 7         | Kyle Evans (GBR)         | 37.230 (5) | 40.351 (7) | 37.203 (7) | 19    |      |
| 8         | Yoshitaku Nagasako (JPN) | 41.455 (7) | 39.258 (6) | 47.041 (8) | 21    |      |

### Semifinaler

#### Semifinale 1
| Placering | Rytter                 | Løb 1      | Løb 2      | Løb 3        | Total | Note |
| --------- | ---------------------- | ---------- | ---------- | ------------ | ----- | ---- |
| 1         | Anthony Dean (AUS)     | 35.243 (1) | 34.901 (1) | 34.832 (1)   | 3     | Q    |
| 2         | Jelle van Gorkom (NED) | 35.337 (2) | 35.615 (6) | 35.038 (3)   | 11    | Q    |
| 3         | Carlos Ramirez (COL)   | 35.537 (3) | 35.261 (3) | 42.706 (5)   | 11    | Q    |
| 4         | Nicholas Long (USA)    | 35.858 (5) | 35.450 (5) | 34.921 (2)   | 12    | Q    |
| 5         | Corben Sharrah (USA)   | 36.289 (6) | 35.164 (2) | 35.352 (4)   | 12    |      |
| 6         | Carlos Oquendo (COL)   | 35.740 (4) | 35.420 (4) | 55.966 (6)   | 14    |      |
| 7         | David Graf (SUI)       | 45.335 (8) | 36.057 (7) | 2:10.243 (7) | 22    |      |
| 8         | Luis Brethauer (GER)   | 36.400 (7) | 36.230 (8) | DNF (8)      | 23    |      |

#### Semifinale 2
| Placering | Rytter                 | Løb 1        | Løb 2        | Løb 3      | Total | Note |
| --------- | ---------------------- | ------------ | ------------ | ---------- | ----- | ---- |
| 1         | Sam Willoughby (AUS)   | 34.888 (1)   | 34.478 (1)   | 34.686 (1) | 3     | Q    |
| 2         | Connor Fields (USA)    | 35.163 (2)   | 34.802 (2)   | 36.176 (6) | 10    | Q    |
| 3         | Niek Kimmann (NED)     | 35.676 (4)   | 36.147 (6)   | 35.222 (2) | 12    | Q    |
| 4         | Tory Nyhaug (CAN)      | 36.714(6)    | 35.025 (3)   | 35.640 (3) | 12    | Q    |
| 5         | Twan van Gendt (NED)   | 35.905 (5)   | 35.732 (5)   | 35.663 (4) | 14    |      |
| 6         | Gonzalo Molina (ARG)   | 39.102 (7)   | 35.541 (4)   | 35.807 (5) | 16    |      |
| 7         | Trent Jones (NZL)      | 35.425 (3)   | 1:05.161 (7) | 36.391 (7) | 17    |      |
| 8         | Jefferson Milano (VEN) | 1:56.976 (8) | 1:14.157 (8) | 38.018 (8) | 24    |      |

### Finale
| Placering | Rytter                 | Tid    |
| --------- | ---------------------- | ------ |
| 1         | Connor Fields (USA)    | 34.093 |
| 2         | Jelle van Gorkom (NED) | 35.316 |
| 3         | Carlos Ramirez (COL)   | 35.517 |
| 4         | Nicholas Long (USA)    | 35.522 |
| 5         | Tory Nyhaug (CAN)      | 35.674 |
| 6         | Sam Willoughby (AUS)   | 36.325 |
| 7         | Niek Kimmann (NED)     | 36.579 |
| 8         | Anthony Dean (AUS)     | DNF    |